# T̈
T̈ (minuskule ẗ) je speciální písmeno latinky. Nazývá se T s přehláskou. Používá se přepisech jazyků používajících arabské písmo, kde reprezentuje znak ﺔ. Většinou je znám pouze minuskulní tvar ẗ, majuskulní tvar byl nově zaveden, není příliš známý a počítače mohou mít problém ho zaznamenat.